# شوسوکه شیمادا
شوسوکه شیمادا (انگلیسی: Shusuke Shimada؛ زادهٔ ۱۰ ژوئیهٔ ۱۹۷۶) بازیکن فوتبال اهل ژاپن است.
از باشگاه‌هایی که در آن بازی کرده‌است می‌توان به باشگاه فوتبال یوکوهاما مارینوس و باشگاه فوتبال آلبیرکس نیگاتا اشاره کرد.